# Turó de Can Vidal
El Turó de Can Vidal  és una muntanya de 624 metres que es troba al municipi de Santa Margarida de Montbui, a la comarca de l'Anoia.